# Robert Peel

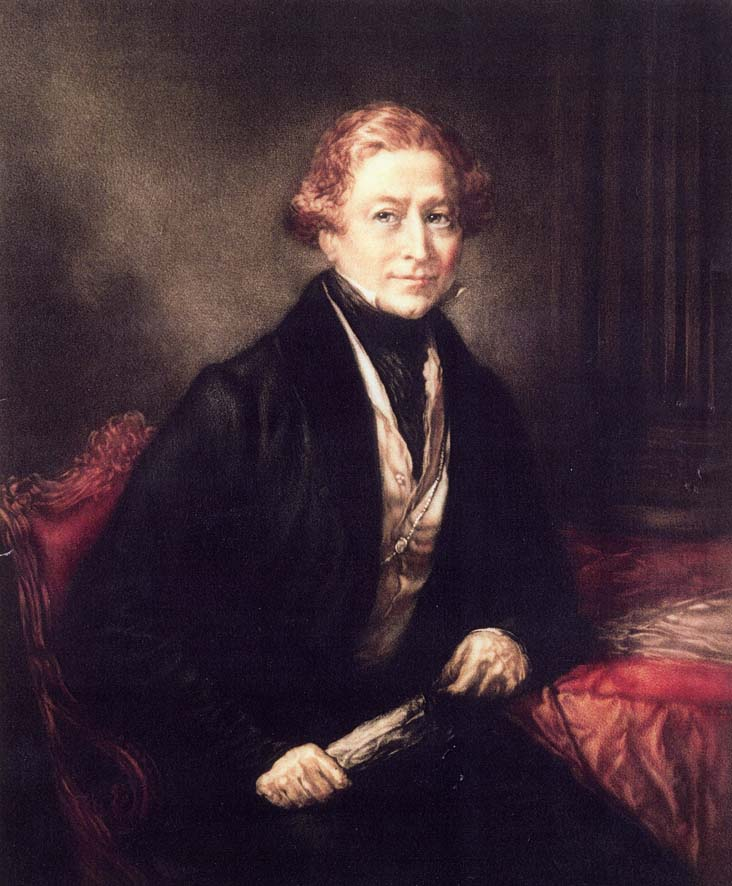
J. Linell: Porträt Sir Robert Peel, 1838. Peels Unterschrift:

Sir Robert Peel, 2. Baronet (* 5. Februar 1788 in Chamber Hall bei Bury, Lancashire; † 2. Juli 1850 in London), war ein britischer Staatsmann und Politiker. Er gilt als Begründer der Konservativen Partei.
Peel war Premierminister vom 10. Dezember 1834 bis 18. April 1835 und vom 30. August 1841 bis 30. Juni 1846 und vertrat als Abgeordneter im Unterhaus die Interessen des Landadels (der “Gentry”) und der Geistlichkeit im Königreich sowie die Interessen der englischen Oberschicht in Irland.

## Leben
Er war der älteste Sohn von Sir Robert Peel, 1. Baronet (1750–1830), aus dessen Ehe mit Ellen Yates. Sein Vater war ein wohlhabender Baumwollfabrikant und Parlamentsmitglied für Tamworth in Staffordshire und förderte schon früh die Ausbildung seines Sohnes für eine politische Karriere.
Peel besuchte die Harrow School, zeitgleich mit Lord Byron, und studierte am Christ Church College der University of Oxford. Er war der erste Student, der nach einer neuen Studienordnung zwei Fächer, nämlich Klassik und Mathematik, jeweils mit Auszeichnung (First-class honours) abschloss.
Mit der finanziellen Unterstützung seines Vaters ließ er sich 1809 im Borough Cashel im irischen County Tipperary als Kandidat für die Nachwahl zum britischen Unterhaus aufstellen. Cashel war damals ein rotten Borough mit nur 24 Wahlberechtigten und Peel wurde am 15. April 1809 ohne Gegenkandidaten gewählt. Wie sein Vater unterstützte er die Tory-Regierung von William Cavendish-Bentinck, 3. Duke of Portland. In seinen ersten Parlamentsreden machte Peel dadurch auf sich aufmerksam, dass er die Kriegspolitik der Regierung hinsichtlich der bislang wenig erfolgreichen Unterstützung von Österreich und Spanien gegen Napoleon Bonaparte und später die wenig erfolgreiche Landung im Königreich Holland rechtfertigte.

### Staatssekretärsämter

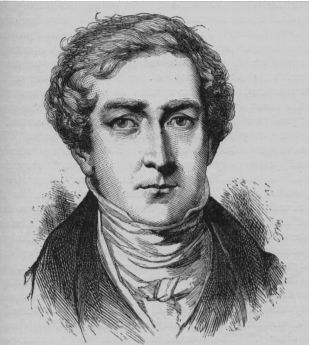
Robert Peel

Nach nur einem Jahr im Unterhaus bot ihm der Duke of Portland den Posten eines parlamentarischen Unterstaatssekretärs im Kriegs- und Kolonienministerium an. Er diente dort unter Robert Jenkinson, 2. Earl of Liverpool.
Als Lord Liverpool im Mai 1812 Premierminister wurde, ernannte er Peel zum Chief Secretary for Ireland. Bei den Parlamentswahlen im Oktober/November 1812 wurde Peel erneut ins Unterhaus gewählt, diesmal als Abgeordneter für das Borough Chippenham im englischen Wiltshire. Als Chief Secretary for Ireland bemühte er sich um eine Reduzierung von Nepotismus innerhalb der irischen Staatsverwaltung und um eine Konsolidierung der Finanzen. Er bekämpfte insbesondere den missbräuchlichen Zugriff auf Gelder des staatlichen Pensionsfonds. Er beendete den Verkauf öffentlicher Ämter, ließ bei der Vergabe solcher Posten nur noch den Charakter und die fachliche Eignung des Bewerbers entscheiden, und beendete die Praxis, dass öffentliche Amtsinhaber, die gegen die Regierung abstimmten, aus ihrem Amt entfernt wurden. Im Übrigen bemühte er sich in Irland um den Erhalt der fragilen Herrschaft einer kleinen anglikanischen Oberschicht über die katholische Bevölkerungsmehrheit. Katholiken und Presbyterianern war auch dadurch die Mitgliedschaft im Parlament und hohen Staatsämtern verwehrt, dass sie aufgrund des Test Act bzw. des Corporation Act neben dem Suprematseid auf den König weitere Eide ablegen mussten, mit denen sie de facto wichtige Grundüberzeugungen ihrer Religion zugunsten der anglikanischen Lehre widerrufen hätten. Zur Aufrechterhaltung dieser Ordnung ließ er 1814 eine Polizeitruppe gründen, aus der später die Royal Irish Constabulary hervorging. Er setzte sich gegen die Katholikenemanzipation ein und vertrat die Ansicht, dass Katholiken nicht Mitglied des Parlaments werden können, da sie dem britischen König den vorgeschriebenen Testeid verweigerten. Bevor am 9. Mai 1817 im Parlament über einen Gesetzesvorschlag von Henry Grattan für mehr Rechte für Katholiken abgestimmt wurde, hielt Peel eine leidenschaftliche Rede dagegen – das Gesetz wurde daraufhin mit 221:245 Stimmen abgelehnt.
1817 entschloss sich Peel zum Rückzug von seinem Posten in Irland. Dies bestürzte die irischen Protestanten im Unterhaus. 57 von ihnen unterschrieben eine Petition, ihn bedrängend, das Amt nicht zu verlassen. Die University of Oxford erkannte Peels „Dienste für den Protestantismus“ an, indem sie ihn einlud, ihr Abgeordneter im Unterhaus zu werden, was er annahm.
Als Vorsitzender der Edelmetall-Kommission (Bullion Commission) war er mit der Stabilisierung der britischen Finanzen nach dem Ende der napoleonischen Kriege beauftragt. Er setzte 1819 ein nach ihm „Peel's Bill“ genanntes Gesetz durch, welches die Wiederherstellung des erst 1797 abgeschafften Goldstandards bis 1821 anordnete.

### Innenminister

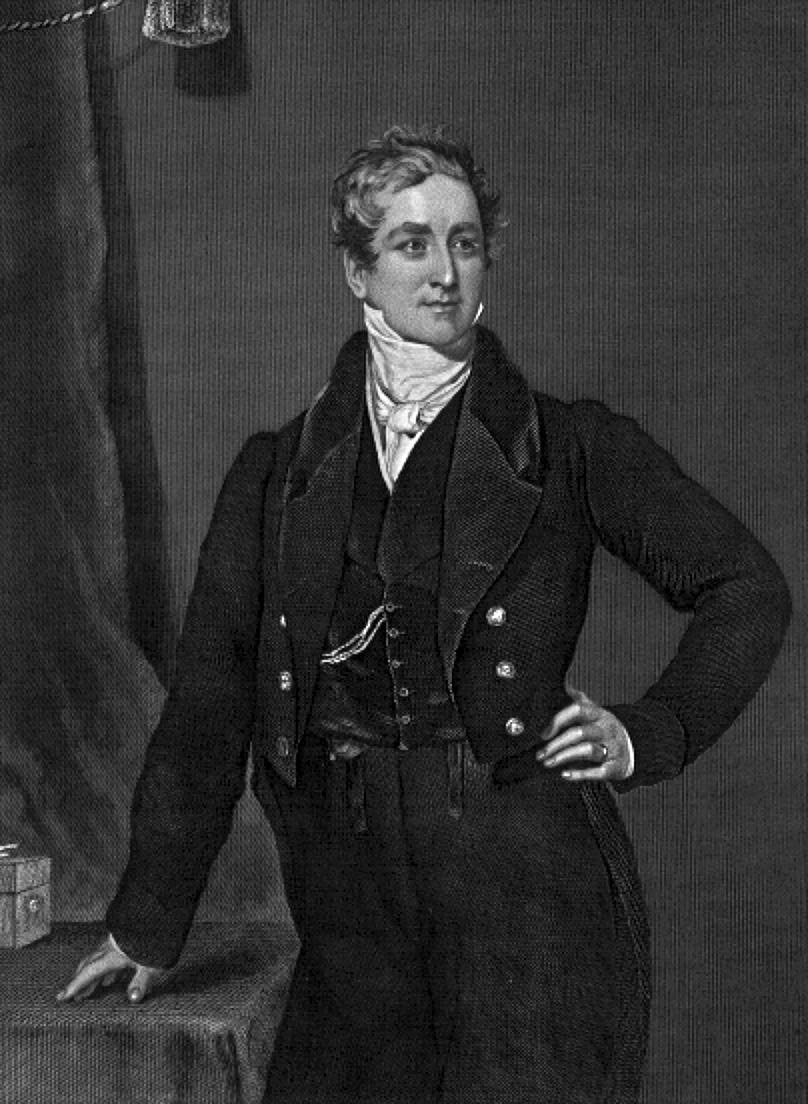
Robert Peel

1822 kehrte er in die Regierung Lord Liverpools zurück, als er das Amt des Innenministers annahm. In seiner Eigenschaft als Innenminister stellte er eine Reihe von Reformen im britischen Strafrecht vor. Seine Änderungen im Strafgesetzbuch führten zu weniger Straftaten, die mit dem Tode bestraft wurden. Er reformierte auch das Gefängniswesen durch Entlohnung der Gefängniswärter und Ausbildung der Insassen.
Im Februar 1827 erlitt Lord Liverpool einen Schlaganfall, trat zurück und wurde durch George Canning als Premierminister ersetzt. Canning war ein Verfechter der Katholikenemanzipation, der Peel stark ablehnend gegenüberstand. Er glaubte, dass er unter dem neuen Premierminister nicht dienen könne, und legte sein Amt nieder.
Canning selbst starb keine vier Monate später und nach einer kurzen Amtszeit des Premierministers Frederick Robinson, 1. Viscount Goderich kehrte Peel auf seinen Posten als Innenminister in die Regierung des Duke of Wellington, zurück. In dieser Zeit wurde er, hinter Wellington, als Nummer zwei der Tories wahrgenommen.
Doch die Kräfte, die auf das neue Ministerium von den Befürwortern einer katholischen Gleichberechtigung ausgeübt wurden, waren zu groß. Peel stimmte im Februar 1828 für Russells Antrag auf Aufhebung des Test Act und des Corporation Act. Am 26. Juli 1828 schrieb Henry William Paget, 1. Marquess of Anglesey an Peel. Er behauptete, dass Irland am Rande einer Rebellion stünde und fragte ihn, ob Peel seinen Einfluss nicht für Zugeständnisse an die Katholiken verwenden könne. Obwohl Peel zwanzig Jahre lang gegen die Katholikenemanzipation war, regte ihn dieser Brief von Lord Anglesey an, seine Position zu überdenken.
Peel schrieb nun an Wellington die Aussage, dass „zwar die Emanzipation eine große Gefahr sei, doch ein Bürgerkrieg eine größere Gefahr wäre“. Er fügte hinzu, dass, wie William Pitt richtig gesagt habe, „das Aufrechterhalten einer konstanten Haltung unter geänderten Umständen ist, ein Sklave höchst unnützer Eitelkeit zu sein“. Obwohl der Duke of Wellington mit Peel übereinstimmte, stand König George IV. einer Katholikenemanzipation heftig ablehnend gegenüber. Peel brachte im Februar 1829 mit Erfolg einen Gesetzesantrag vor Unter- und Oberhaus, welche den Katholiken mittels einer Abänderung der Eidesformel den Eintritt ins Parlament sowie auch den Zutritt zu den meisten öffentlichen Ämtern möglich machte. Da Wellingtons Regierung mit dem Rücktritt drohte, stimmte der König widerwillig einer Gesetzesänderung zu. Als Peel am 5. März 1829 den Roman Catholic Relief Act 1829 vorstellte, sagte er dem Unterhaus, dass die Anerkennung für diese Maßnahme seinen langjährigen Konkurrenten Charles Fox und George Canning gebühre.
Die University of Oxford, die ihn gewählt hatte, entzog ihm darauf ihr Vertrauen; selbst seine Brüder und sein Vater erklärten sich gegen ihn. Peel fühlte sich gezwungen, seinen Parlamentssitz aufzugeben, denn, was ihn zuerst für diesen Wahlkreis attraktiv gemacht hatte, war seine Oppositionshaltung in dieser Frage. Damit Peel im Parlament bleiben konnte, legte sein Parteifreund Sir Manasseh Lopes, 1. Baronet (1755–1831), von seinem Mandat für das Rotten Borough Westbury in Wiltshire nieder, woraufhin Peel bei der folgenden Nachwahl von diesem Borough ins Unterhaus gewählt wurde und seinen Kabinettsposten behielt.
Lange Zeit waren die Politiker besorgt über die Probleme mit Recht und Gesetz in London. 1829 beschloss Peel, die Art der polizeilichen Bewachung Londons zu reorganisieren und veranlasste die Gründung der Metropolitan Police, der ersten uniformierten nicht-paramilitärischen Polizeitruppe in England. Diese Verbesserung der hauptstädtischen Polizeigewalt ist noch heute in den Bezeichnungen Peelers (veralteter Slang) oder Bobbies (nach Peels Vorname) der Schutzpolizisten bestens erinnerlich. Obwohl anfangs unpopulär, erwiesen sich die Maßnahmen als sehr erfolgreich in der Verbrechensbekämpfung. Daher wurden nach seiner Amtszeit 1835 alle Städte im Vereinigten Königreich angewiesen, eigene Polizeikräfte zu bilden.
Am 3. Mai 1830 erbte er beim Tod seines Vaters dessen Titel Baronet, of Drayton Manor in the County of Stafford and of Bury in the County Palatine of Lancaster, der diesem am 29. November 1800 in der Baronetage of Great Britain verliehen worden war.
Bei den Parlamentswahlen von 1830 trat Peel im ehemaligen Wahlbezirk seines Vaters, Tamworth, an und blieb fortan bis zu seinem Tode Unterhausabgeordneter für dieses Borough. Zu dieser Zeit zeigte sich ein Stimmungsumschwung zugunsten einer liberalen Parlamentsreform, die bürgerliche Schichten stärker an der Macht beteiligen sollte. Diese Stimmung wurde durch die Thronbesteigung Wilhelms IV. und den Ausbruch der französischen Julirevolution weiter befördert. Die Regierung Wellington trat am 16. November 1830 ab wurde am 22. November 1830 durch Whig-Regierung unter Charles Grey, 2. Earl Grey abgelöst.
Zum ersten Mal nach über zwanzigjähriger Unterhauszugehörigkeit war Peel jetzt Oppositionsmitglied. Er lehnte Greys Anträge zur Parlamentsreform total ab. Zwischen dem 12. und 27. Juli 1831 hielt Peel 48 Reden im Unterhaus gegen das Vorhaben. Eines seiner Hauptargumente war, dass das System der Rotten Boroughs es bemerkenswerten Männern ermöglicht hatte, ins Parlament zu kommen. Peel, der nun im Unterhaus die Leitung der Opposition übernahm, kämpfte 18 Monate, freilich vergeblich, gegen das von der Regierung Grey eingebrachte Reformgesetz.
Nachdem das Reformgesetz 1832 durchgegangen war, wurden die Tories in den folgenden allgemeinen Wahlen schwer geschlagen. Obwohl er in Tamworth siegreich war, hatte Peel, jetzt Führer der Tories, nur knapp über Hundert Parlamentarier, auf deren Unterstützung er sich gegen Greys Regierung verlassen konnte.
Als Peel im Februar 1833 in das reformierte Parlament trat, fand er die alten Anhänger seiner Partei fast um zwei Drittel zusammengeschmolzen. Er sammelte diese Überreste um sich, zog in kurzer Zeit auch viele Whigs zu sich herüber, welche vor den Konsequenzen der eingetretenen Reformen und der Verbindung des Ministeriums mit den Radikalen erschraken, und ward so Stifter einer neuen Partei im Parlament (Peeliten), welche zwischen der Starrheit der alten Tories und der Beweglichkeit der jüngeren Whigs die Mitte hielt.
Diese wenigen Jahre waren extrem turbulent, aber es waren vielleicht zu viele Reformen durchgeführt worden. König William IV. hegte diese Überzeugung und betraute erneut die Tories mit der Regierungsbildung, den Regierungen von Earl Grey und Viscount Melbourne nachfolgend.

### Premierminister (1834–1835)
Im November 1834 entließ König William IV. die Whig-Regierung und ernannte Robert Peel zum neuen Premierminister. Doch der war zu dieser Zeit in Italien, weshalb Wellington jene drei Wochen im November und Dezember übergangsweise Amtsinhaber war, die Peel zur Rückkehr benötigte.
Peel rief unverzüglich allgemeine Wahlen aus und während der Wahlkampagne im Januar 1835 erschien, was als das „Manifest von Tamworth“ bekannt wurde. In der Wahlrede an seine Wähler in Tamworth versprach Peel, das Reformgesetz von 1832 zu akzeptieren und argumentierte für eine Politik moderater Reformen, um Großbritanniens wichtige Traditionen zu bewahren. Das Manifest von Tamworth markierte den Wechsel vom alten, repressiven Toryismus hin zu einem neuen, mehr aufgeklärten Konservatismus. Peel schuf aus den Trümmern der Tory-Partei das Fundament für die Konservative Partei Englands.
Die Wahlen brachten Peel mehr Unterstützer, obwohl es weiterhin mehr Whigs als Tories im Unterhaus gab. Ungeachtet dessen erhielt er vom König den Auftrag zur Regierungsbildung. Mit Unterstützung der Whigs konnte Peels Regierung die Gesetzesvorlagen zur Dissidentenheirat (Dissenters’ Marriage Bill) und zum englischen Zehnten (English Tithe Bill) verabschieden. Die Whigs verbündeten sich durch Abreden mit den irischen Radikalen des Daniel O’Connell, um die Regierung in verschiedenen Vorlagen zu besiegen. Weil Peel jedoch ständig vom Unterhaus überstimmt wurde, trat er mit seiner Minderheitsregierung am 8. April 1835 vom Amt zurück.
Dies auch, weil das Unterhaus einen Vorschlag Lord Russells auf Überlassung eines Teils des irischen Kirchenguts zu nichtkirchlichen Zwecken annahm. Von neuem übernahm Lord Melbourne die Leitung der Verwaltung und Peel die der Opposition im Unterhaus. Trotzdem unterstützte er seinem Versprechen gemäß die Regierung in allen gemäßigt liberalen Maßregeln. 1836 wurde er von der Universität Glasgow zum Rektor gewählt.
Im Mai 1839 wurde ihm erneut die Möglichkeit einer Regierungsbildung eingeräumt, dieses Mal von der neuen Monarchin, Königin Victoria. Da es auch eine Minderheitsregierung geworden wäre, wollte er ein weiteres Zeichen des Vertrauens von der Königin haben. Die Königin widersetzte sich in der so genannten Hofdamenaffäre dem Ansinnen, mit den Whigs verwandtes oder ihnen nahestehendes Personal aus ihrem Hofstaat zu entlassen und durch Anhänger der Konservativen zu ersetzen, und Peel verzichtete auf die Regierungsbildung. Die Whigs behielten die Macht.

### Premierminister (1841–1846)
Eine zweite Chance, eine Mehrheitsregierung zu führen, erhielt Peel nach der folgenden Wahl. Im August 1841 wurde Robert Peel noch einmal mit der Bildung einer Regierung der Konservativen beauftragt. Er versprach erneut, moderate Reformen durchzuführen.
Im September 1841 trat, nachdem zuvor Lord Palmerston wegen seiner Zollpolitik im Unterhaus geschlagen worden war, unter Peels Leitung ein neues Ministerium zusammen, das die Häupter der Tories und der gemäßigten Whigs in sich vereinigte und eine der denkwürdigsten Episoden der britischen Geschichte bildet. Dasselbe siegte in der Frage über die Korngesetze und setzte eine zeitweilige Einkommensteuer (income-tax) durch. Mit großer Vorsicht ging Peel sodann an die Herabsetzung der hohen Schutzzölle.
Über die vergangenen Jahre hinweg hatte Britannien mehr ausgegeben als es einnahm. Peel entschied, dass die Regierung die Steuern erhöhen müsse. Am 11. März 1842 kündigte er die Einführung einer Einkommensteuer von 7 Prozent an. Er fügte hinzu, dass er hoffe, dass dies es der Regierung ermögliche, die Zölle auf Importgüter zu verringern. Die Regierung Peel reduzierte die Zahlungen an die Stammesführer des im Ersten Anglo-Afghanischen Krieg besetzten Afghanistan. Dadurch kam es zum Aufstand und zur Vernichtung einer ganzen britischen Armee.
Ein Anschlag von Daniel M’Naghten im Januar 1843 kostete Peels Privatsekretär Edward Drummond das Leben. Der Anschlag hatte wahrscheinlich Peel selbst gegolten. M’Naghten wurde im folgenden Prozess für schuldunfähig erklärt und in eine Irrenanstalt eingewiesen.
Im Jahr 1843 hatte Peel nochmals Ärger mit Daniel O’Connell, der eine Kampagne gegen das Unionsgesetz anführte. O’Connell avisierte eine große Versammlung, die bei Clontarf abgehalten werden sollte. Die britische Regierung verkündete, das Vorhaben sei illegal. Als O’Connell seine Bemühungen zum geplanten Clontarf-Treffen fortsetzte, wurde er festgenommen und wegen Verschwörung eingesperrt.
Peel versuchte den religiösen Konflikt in Irland durch die Gründung der Devon-Kommission zu überwinden, welche „die Gesetzeslage und Praktiken im Hinblick auf die Landnahme in Irland“ untersuchen sollte. Er erhöhte auch den Zuschuss für Maynooth, ein College für die irische Priesterschaft, von 9.000 £ auf 26.000 £ pro Jahr.
Die zweite Bankakte von 1844 war eine Reaktion auf den Sieg der British Currency School um David Ricardo und Robert Torrens über die British Banking School um Thomas Tooke und John Fullarton. Danach durfte die Bank of England nicht mehr Banknoten ausgeben, als sie Goldreserven hatte. Nur sie durfte fortan Banknoten in Wales und England in Umlauf bringen. Die Grundzüge des heutigen zweistufigen Bankensystems sind im Vereinigten Königreich entstanden.
Eine zweite gerühmte Tat dieser Regierung richtete sich an die Reformer selbst, die in ihren Wahlkreisen die Unterstützung der neuen industriellen Reichen hatten. Das Fabrikgesetz (Factory Act) von 1844 zielte mehr auf sie ab als auf die traditionelle Festung der Konservativen, den Landadel. Es schränkte die Zahl der Stunden ein, die Frauen und Kinder in den Fabriken arbeiten konnten und setzte rudimentäre Sicherheitsstandards für die Maschinen. Interessanterweise war dies eine Fortsetzung der parlamentarischen Arbeit seines eigenen Vaters. Robert Peel senior war beachtenswert für seine Reform der Arbeitsbedingungen in der ersten Hälfte des 19. Jahrhunderts.
Die herausragendste Leistung der Peel-Regierung war jedoch diejenige, die ihren Untergang bedeuten sollte. Dieses Mal wandte sich Peel gegen die Grundpächter, indem er die Einfuhrzölle auf Getreide Corn Laws – welche die einheimische Landwirtschaft vor unliebsamer Konkurrenz schützten – abschaffte. Auf die Abschaffung der Corn Laws drängten außerdem die Manchesterliberalen, insbesondere die Anti-Corn Law League.
Die Debatte über die Abschaffung der Corn Laws überschattet auch die politische Auseinandersetzung um Hilfsmaßnahmen zugunsten Irlands während der Großen Hungersnot in Irland. Mit der offiziellen Begründung, dass diese Zölle den Import von Nahrungsmitteln auch für Irland verteuerten, stritt Robert Peel für die Abschaffung der Corn Laws. Historiker halten diese Argumentation allerdings für einen Vorwand, da ausweislich der damaligen Parlamentsdebatten kaum ein Abgeordneter davon ausging, dass die Abschaffung der Corn laws die irische Hungersnot verringern würde. Auch aus den parlamentarischen Reden Peels geht hervor, dass Irland aufgrund der großen Dominanz des landwirtschaftlichen Sektors zu den Landesteilen gehören würde, für welche die Abschaffung der Corn laws eher nachteilig sein musste.
1846 brachte Peel drei Gesetzvorschläge ein, deren erster völlige Aufhebung der Getreidezölle nach drei Jahren, der zweite eine neue Herabsetzung des allgemeinen Zolltarifs, der dritte Zwangsmaßregeln zum Schutz von Eigentum und Leben in Irland beantragte. Die Getreide- und Tarifbill wurden angenommen, dagegen die irische Zwangsbill durch die Bemühungen einer Koalition von Schutzzöllnern und Radikalen, Whigs und Iren verworfen.
Seine eigene Partei verweigerte die Unterstützung, doch mit der Mehrheit der Whigs und der Radikalen passierten zwei Gesetze am 29. Juni 1846 das Parlament. Diese Entscheidung spaltete die konservative Fraktion. Eine folgende Vorlage wurde in direkter Konsequenz niedergeschmettert und Peel gab am Folgetag auf.
Obwohl die Getreidegesetze 1846 aufgehoben wurden, blieb die konservative Partei gespalten und Peel wurde von den Schutzzollanhängern in der Partei zum Rücktritt gezwungen.

### Spätere Jahre
Peel war in der Folge der Führer einer Mittelpartei, die sich mehr den gemäßigten Whigs als den Tories näherte. Namentlich bewies er sich 1847–48 als eine Hauptstütze der Regierung, deren Freihandelsgrundsätze er rückhaltlos verfocht.
Robert Peel machte dem Unterhaus weiterhin seine Aufwartung und gewährte Lord John Russell und seiner Regierung von 1846–47 beträchtliche Unterstützung. Seinen konservativen Prinzipien blieb er treu. Er blieb in manchen wichtigen Punkten, etwa der Förderung des britischen Freihandels, einflussreich, weil er sich mit einigen Unterstützern (Peelites) quasi als Mittelstandspartei positionierte.
Am 28. Juni 1850 hielt er eine bedeutsame Rede zu Griechenland und der Außenpolitik von Lord Palmerston. Am Folgetag, als Peel den Constitution Hill hinaufritt, wurde er von seinem Pferd abgeworfen. Er wurde schwer verletzt und starb am 2. Juli 1850 an seinen Verletzungen.

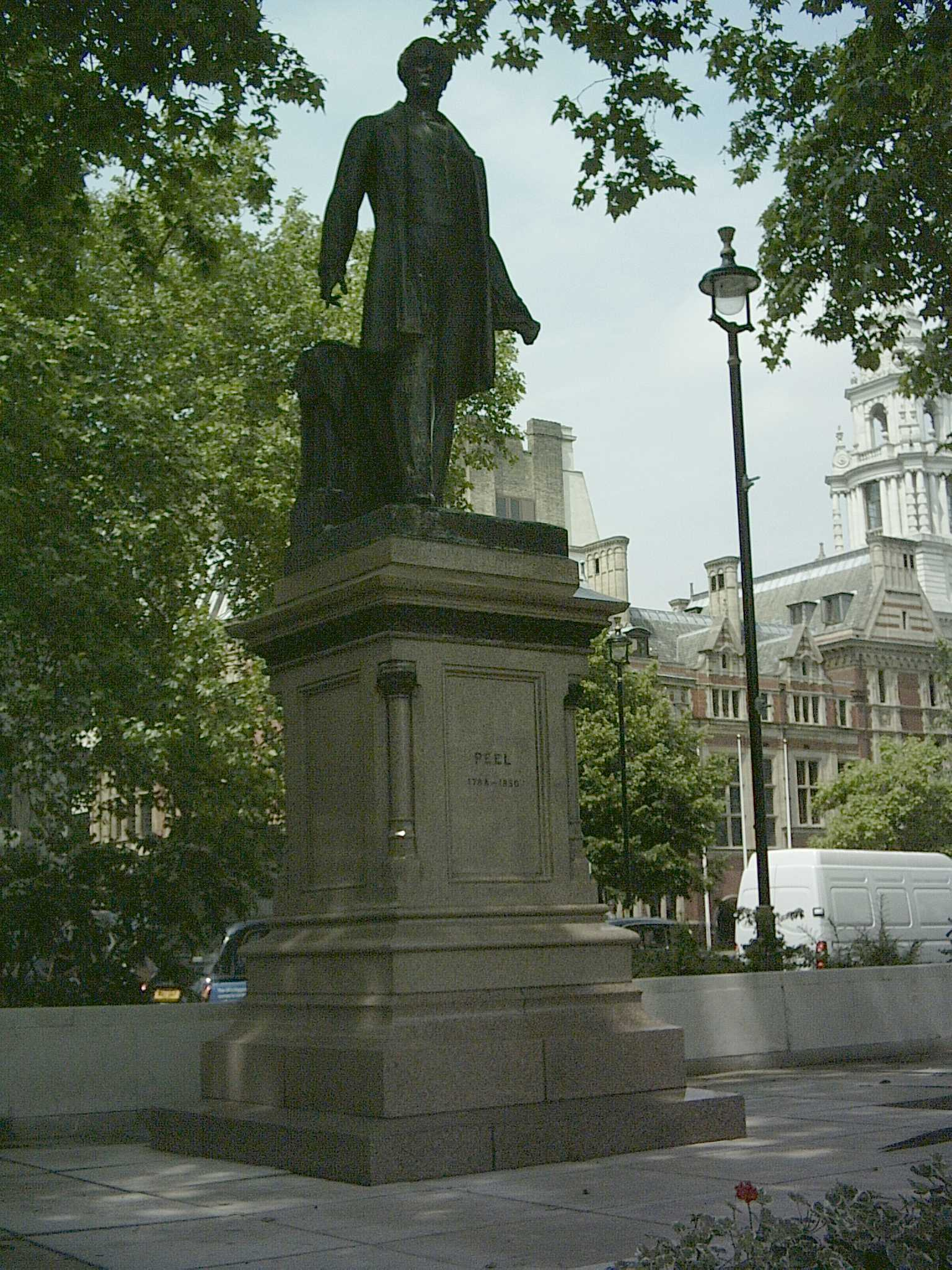
Statue auf dem Parliament Square, London

## Ehrungen
Nach Robert Peel ist der Peel River im australischen Bundesstaat New South Wales benannt.

## Schriften
- Daniel A. Benda: Robert Peel's Finanz-System oder Ueber die Vorzüge der Einkommensteuer im Gegensatze zu Staats-Anleihen und Zinsreductionen. Hirschwald, Berlin 1842 Digitalisat